# Comisión Monetaria de México (1916)
La Comisión Monetaria de México (1916) fue una entidad gubernamental mexicana creada por el gobierno de Venustiano Carranza el 3 de abril de 1916 cuyo objetivo inicial fue regular y garantizar la circulación monetaria; constituyó el antecesor del Banco de México. Fue liquidada en 1940.

## Antecedentes
El 4 de febrero de 1903 el presidente Porfirio Díaz, a través del secretario de Hacienda José Yves Limantour, ordenó la organización de una comisión para estudiar la devaluación de la plata en la economía nacional. Fue así como se creó la primera Comisión Monetaria mexicana, que quedó conformada por 44 representantes de la banca, los negocios, la minería y el gobierno -como Joaquín D. Casasús, Carlos Díaz Dufóo y Ernesto Madero-, fue presidida por Pablo Macedo y se dividió en cuatro subcomisiones.
Como resultado de los trabajos de la Comisión Monetaria porfiriana, el 16 de noviembre de 1904 el secretario de Hacienda Limantour envió al Congreso un plan de reforma monetaria que se aprobó en diciembre de ese año y dio lugar a la adopción, por parte de México, del sistema monetario de patrón oro, decretada por ley el 25 de marzo de 1905. Esta última disposición previó, entre otras medidas, el establecimiento de un Fondo Regulador y la creación de la Comisión de Cambios y Moneda, instancia que se ocupó de la acuñación y distribución de monedas, administrar el fondo antes mencionado y realizar las acciones necesarias para garantizar la estabilidad del cambio exterior; es decir, fue en su época el equivalente de la Comisión de Cambios actual que se encarga de la política monetaria del país.

## Creación de la segunda Comisión Monetaria
Por decreto del 3 de abril de 1916 el presidente Venustiano Carranza dispuso, casi a la par de la emisión de los billetes infalsificables y la incautación de la banca porfiriana, la creación de una nueva Comisión Monetaria cuyo fin primordial fue regular y garantizar la circulación monetaria y estabilizar el tipo de cambio para hacer frente a los problemas monetarios derivados de la emisión no controlada de billetes durante la Revolución mexicana. Dicha comisión quedó integrada por Luis Cabrera, secretario de Hacienda, como su presidente; Nicéforo Zambrano, Tesorero General de la Nación; y cuatro vocales designados por el Ejecutivo: Alberto J. Pani, a la sazón director de los Ferrocarriles Constitucionalistas; Ignacio Rivero, Carlos B. Zetina -empresario dedicado a la industria del calzado- y Carlos Basave y del Castillo Negrete, director de la Caja de Préstamos y Obras de Irrigación e integrante de la Comisión de Cambios y Moneda. Por su parte, Eduardo del Raso y Francisco Puga fueron nombrados gerente y subgerentes de la Comisión, respectivamente.
Desde 1916, la sujeción de la Casa de Moneda de México al Ejecutivo, que tiempo atrás había sido transferida a la Comisión de Cambios y Moneda, quedó bajo el control de la Comisión Monetaria, lo mismo que la del Fondo Regulador de moneda, que fue restaurado y autorizado para confiscar billetes falsificados y retirar de la circulación las emisiones caducas de moneda fiduciaria.

## Funcionamiento durante el periodo carrancista (1916-1919)
La primera sesión del Consejo de Administración de la Comisión Monetaria tuvo lugar el 29 de abril de 1916 en la Secretaría de Hacienda. Producto de dicha reunión, fue la creación de cuatro comisiones responsables de las operaciones de Caja y Especies Metálicas, Valores, Antigua emisión y Nueva emisión, así como el acuerdo para iniciar operaciones a partir del 1º de mayo de ese año. La casa matriz de la entidad se ubicó inicialmente en el edificio “La Mexicana”, localizado en la calle Francisco I. Madero, en la Ciudad de México. Además, desde su creación funcionó a través de una red de agencias, las primeras de las cuales fueron: Guadalajara, Mazatlán, Monterrey, Torreón, Veracruz, Mérida, Puebla y Querétaro.
El 30 de agosto de 1916 se hizo la primera reforma a la Comisión Monetaria, con la que asumió las funciones de la Comisión de Cambios y Moneda, que desapareció. Asimismo, el cuerpo directivo de la entidad se redujo al suprimirse la presencia del Tesorero y reducirse el número de vocales nombrados por el Ejecutivo a dos: Ricardo Campos -quien sustituyó a Carlos Basave en 1917- y Eugenio Barousse Arizpe. Estos cambios reforzaron el control de la Secretaría de Hacienda sobre la Comisión Monetaria e incluyeron la precisión de sus atribuciones en materia monetaria, mismas que permitieron a la Comisión desarrollar actividades bancarias. Desde este periodo la Comisión recibió solicitudes de créditos por parte de particulares y extendió préstamos al campo, a favor de generales revolucionarios y del gobierno.
La tarea inicial de la Comisión Monetaria fue coadyuvar a la sustitución de las emisiones de billetes denominadas Veracruz y Ejército Constitucionalista. Por decreto del 7 de julio de 1917 y hasta octubre de 1919, la Comisión Monetaria quedó encargada del proceso de liquidación de los antiguos bancos de emisión y refaccionarios porfirianos; a raíz de la primera disposición, la Comisión Inspectora y Reguladora de Instituciones de Crédito se convirtió en el Departamento de Bancos de la Comisión Monetaria para fungir como su enlace con la Secretaría de Hacienda. Asimismo, luego de la suspensión del proyecto para crear un banco único de emisión, las facultades de la Comisión se ampliaron.

## Devenir posterior de la Comisión (1920-1940)
Entre 1920 y 1924, durante el gobierno del General Álvaro Obregón, la Comisión Monetaria otorgó créditos a generales revolucionarios, incluido el propio Obregón, quien nombró a su ahijado Santana Almada como gerente de la entidad. Asimismo, en este periodo, en preparación para la liquidación de la Caja de Préstamos y Obras de Irrigación, ésta transfirió varias fincas a la Comisión.
En diciembre de 1924, de cara a la creación del Banco de México, la Comisión dejó de ser una entidad dependiente de la Secretaría de Hacienda al convertirse en la Comisión Monetaria, Sociedad Anónima. La nueva Ley de Instituciones de Crédito de diciembre de 1924 facultó a la Comisión para desempeñarse como banco de depósito y descuento. Alberto Mascareñas, banquero sonorense, se convirtió en el nuevo gerente de la Comisión y también en el primer gerente del Banco de México. Al fundarse éste varios integrantes de la Comisión se incorporaron al consejo administrativo del nuevo banco, como sucedió con Elías de Lima, Ignacio Rivero, Carlos B. Zetina y Pedro Francisco Ugarte.
Hasta 1931, por lo menos, la Comisión financió proyectos de fraccionamiento e intentó cobrar la cartera vencida de los antiguos bancos de emisión, de créditos concedidos antaño a particulares y a sociedades. Fungió también como afianzadora de empleados públicos y del Banco de México y cedió propiedades y deudas al Banco Nacional de Crédito Agrícola, creado en 1926. Entre 1931 y 1936 se intentó ejecutar nuevamente la liquidación de la Comisión. Tras la expedición de las leyes monetarias de 1931 y 1936, fue absorbida por el Banco de México y por Nacional Financiera, aunque siguió funcionando como agente agrícola y fraccionador hasta 1940.